# Eva Astor
Eva Astor (* 3. März 1944 in Graz; † 2. März 2020 in Garching an der Alz) war eine österreichische Schauspielerin, Synchronsprecherin und Schlagersängerin.

## Leben
Eva Astor agierte seit Beginn der 1960er Jahre häufig vor der Kamera, dabei gelegentlich in Erotikfilmen. Sie spielte in drei Tatort-Folgen sowie in unterschiedlichen Serien wie Dem Täter auf der Spur, Meister Eder und sein Pumuckl oder Ein Schloß am Wörthersee. Darüber hinaus sah man sie in einigen Einspielfilmen der Reihe Aktenzeichen XY … ungelöst.
Als Bühnenschauspielerin wirkte Astor u. a. 1969 im Theater Baden-Baden in dem Musical Jupiter lacht oder im Theater an der Briennerstraße in dem für das Fernsehen aufgezeichnete Stück … mit besten Empfehlungen von Hans Morgenstern.
Daneben arbeitete Astor für den Hörfunk und sprach in einigen Produktionen des Bayerischen Rundfunks. Außerdem besang sie eine Reihe von Schallplatten, darunter Titel wie Himmelblau, Bossa Nova Boy oder Das Schiff der Liebe.
Anfang der 1990er Jahre gab Eva Astor ihren Künstlerberuf weitgehend auf und wandte sich der Astrologie zu. Sie lebte bis zuletzt in Bayern und erteilte in den letzten Lebensjahren „spirituelle Lebenshilfe und astrologische Lebensberatung“.

## Filmografie (Auswahl)
- 1962: Nachmittagsparty bei Trude Hesterberg (Fernsehserie) – Folge 1.3
- 1962: Auf Wiedersehn am blauen Meer
- 1963: Perpetuum Musicale – Eine Revue ohne Aufenthalt (Fernsehspecial)
- 1964: Interpol (Fernsehserie) – (Folge 4: Die Dame mit dem Spitzentuch)
- 1965: St. Pauli Herbertstraße
- 1968: Sünde mit Rabatt
- 1968: Sie schreiben mit (Fernsehserie, Folge: Dafür gibt’ s kein Rezept)
- 1969: Libido – Das große Lexikon der Lust
- 1969: Husch, husch ins Körbchen
- 1970: Abarten der körperlichen Liebe
- 1970: Recht oder Unrecht – Der Schuß
- 1971: Tatort – Blechschaden
- 1972: Dem Täter auf der Spur – In Schönheit sterben
- 1972: Das Auge des Bösen (Casa d'appuntamento)
- 1972: Tatort – Wenn Steine sprechen
- 1974: Der Verrat (Fernsehfilm)
- 1974: Liebesgrüße aus der Lederhose 2. Teil: Zwei Kumpel auf der Alm
- 1974: Tatort – Playback oder die Show geht weiter
- 1975: Opération Lady Marlène
- 1975: Champagner aus dem Knobelbecher
- 1975 – 2003: Aktenzeichen XY in 19 Folgen
- 1976: Ehen vor Gericht – In Sachen: Dankwart gegen Dankwart
- 1978: Liebesgrüße aus der Lederhose 4. Teil: Die versaute Hochzeitsnacht
- 1979: … mit besten Empfehlungen (Fernsehfilm)
- 1982: Waidmannsheil im Spitzenhöschen
- 1983: Ein Mord liegt auf der Hand (Fernsehfilm)
- 1984: Der Mann, der keine Autos mochte (Fernsehserie) – Lieb und teuer
- 1984: Heiße Wickel – kalte Güsse (Fernsehserie) – Der Agent
- 1985: Verkehrsgericht – Ein schwarzer Tag für Steffi
- 1987: Eis am Stiel VII – Verliebte Jungs
- 1988: Ein Schweizer namens Nötzli
- 1988: Nordlichter (Fernsehserie)
- 1988: Meister Eder und sein Pumuckl – Pumuckl und die Katze
- 1989: Die schnelle Gerdi – Oktoberfest
- 1990: Pension Corona (Fernsehserie)
- 1990: Ein Schloß am Wörthersee – Das Fitness-Center
- 1992: Schlag dein Tier (Kurzfilm für die Hochschule für Fernsehen und Film München)
- 1996: Vorsicht Falle (Fernsehserie) – Folge 152
- 1999: Küstenwache – Mitten ins Herz

## Hörspiele
- 1971: Der Dra-Dra. Die große Drachentöterschau in acht Akten mit Musik – Regie: Dieter Munck
- 1984: Schöne neue Welt – Regie: Wolf Euba
- 1984: Auf zwei Planeten – Regie: Wolf Euba
- 1985: Wir – Regie: Wolf Euba
- 1987: Die dritte Person – Regie: Wolf Euba

## Filmsynchronsprecherin (Auswahl)
- 1968: Killer adios
- 1972: Laß jucken, Kumpel
- 1973: Liebe in drei Dimensionen
- 1973: Laß jucken, Kumpel 2. Teil – Das Bullenkloster
- 1974: Laß jucken, Kumpel 3. Teil – Maloche, Bier und Bett
- 1976: Emanuela – Dein wilder Erdbeermund (Inhibition)
- 1976: Josefine Mutzenbacher – Wie sie wirklich war
- 1990: Liebesgrüße aus der Lederhose 7 – Kokosnüsse und Bananen

## Diskografie
- 1961: Himmelblau/Casanova Bye Bye (Columbia)
- 1963: Bossa Nova Boy/Du bist das Größte (Jupiter Record)
- 1972: Wo ist die Sonne/Wo bist du (Telefunken)
- 1978: Erotische Lieder (phonogramm)
- 1979: Freche Lieder (Jupiter Records)
- Das Schiff der Liebe/Niemand weiß (Supertone) (ohne Datumsangabe)